# Cornechiniscus holmeni
Cornechiniscus holmeni is een soort in de taxonomische indeling van de beerdiertjes (Tardigrada). 
Het diertje behoort tot het geslacht Cornechiniscus en behoort tot de familie Echiniscidae. De wetenschappelijke naam van de soort werd voor het eerst geldig gepubliceerd in 1951 door Petersen.